# ريكاردو باتيرو
ريكاردو باتيرو (31 مايو 1980 بسيتوبال في البرتغال - ) هو لاعب كرة قدم برتغالي في مركز الوسط. لعب مع نادي ريو أفي وناسيونال ماديرا ويو دي ليريا وS.C.U. Torreense ‏ وC.D. Pinhalnovense ‏ وLusitano G.C. ‏.

## وصلات خارجية
- ريكاردو باتيرو على موقع قاعدة بيانات كرة القدم.إي يو (الإنجليزية)
- ريكاردو باتيرو على موقع Soccerway.com (الإنجليزية)